# 尹襄
尹襄（1485年—1527年），字舜弼，號巽峰，江西吉安府永新縣人，民籍，明朝政治人物。

## 生平
弘治十七年（1504年）江西鄉試第一名舉人。正德六年（1511年）中式辛未科會試第十九名，登第二甲第十一名進士。考选庶吉士，踰年丁母忧归，服阕，十一年八月授翰林院编修，十二年任礼部会试同考官。世宗即位，纂修武宗实录，嘉靖四年（1525年）六月升侍讲，以实录修成，升司经局洗马，经筵讲官，嘉靖六年再任礼部会试同考，不久去世，年四十三，賜祭一坛。

## 家族
曾祖尹溟南；祖父尹時裕，曾任壽官；父尹謨，字嘉言，號松阴，母高氏。慈侍下。兄尹衮，弘治乙卯舉人，建阳知县、夔州府通判。